# برنارد کوک دیکسون
برنارد کوک دیکسون (انگلیسی: Bernard Cooke Dixon؛ ۷ سپتامبر ۱۸۹۶ – ۹ اکتبر ۱۹۷۳) فرد نظامی اهل بریتانیا بود. وی همچنین برندهٔ جوایزی همچون صلیب نظامی شده‌است.